# Андре Мугірва
Андре Мугірва (1920 — 28 квітня 2003) — політичний діяч, член партії Союз за національний прогрес, прем'єр-міністр Бурунді з 21 жовтня 1961 до 10 червня 1963 року.